# Tardía de Ventosillas
Tardía de Ventosillas es el nombre de una variedad cultivar de manzano (Malus domestica). Esta manzana está cultivada en diversos viveros entre ellos algunos dedicados a conservación de árboles frutales en peligro de desaparición. Esta manzana es originaria de la  la comunidad autónoma de Extremadura concretamente en Navatrasierra de la provincia de Cáceres, donde tuvo su mejor época de cultivo comercial antes de la década de 1960, a partir de la cual fue desplazada en cultivos y en consumo por variedades de manzanas selectas foráneas; actualmente en menor medida aún se encuentra.

## Sinónimos
- "Manzana Tardía de Ventosillas".[5][7][8]

## Historia
'Tardía de Ventosillas' es una variedad de manzana de la comunidad autónoma de Extremadura Navatrasierra (provincia de Cáceres), cuyo cultivo conoció cierta expansión en el pasado, siendo una de las variedades de las consideradas difundidas, clasificándose en esta manera, pues en las distintas prospecciones llevadas a cabo por las provincias españolas, se registraron repetidamente y en emplazamientos diversos, a veces distantes, sin constituir nunca núcleos importantes de producción. Eran variedades antiguas, españolas y extranjeras, difundidas en el pasado por los viveros comerciales y cuyo cultivo se ha reducido a huertos familiares y jardines privados.
Actualmente (2020) su cultivo es anecdótico, estando en franco retroceso, se puede encontrar en algún vivero y en jardines particulares.

## Características
El manzano de la variedad 'Tardía de Ventosillas' tiene un vigor Medio; florece a finales de abril; tubo del cáliz pequeño, en embudo corto, estambres insertos por la mitad, pistilo fuerte.
La variedad de manzana 'Tardía de Ventosillas' tiene un fruto de tamaño pequeño a medio; forma cónica, ventruda en su base o cilíndrica, alargada parecida al tipo "pero", presenta contorno levemente irregular, a veces leve acostillado hacia la zona del ojo; piel muy suavemente grasa; con color de fondo verdoso amarillo, importancia del sobre color ausente, acusa punteado abundante, vistoso, de color claro, y una sensibilidad al "russeting" (pardeamiento áspero superficial que presentan algunas variedades) débil; pedúnculo medianamente largo y fino, más estrecho en su parte media, de color marrón verdoso y en el extremo dos embriones de yemas, anchura de la cavidad peduncular estrecha o mediana, profundidad de la cavidad pedúncular profunda o poco profunda, fondo limpio con rayas ruginosas de color marrón, y con importancia del "russeting" en cavidad peduncular débil; anchura de la cav. calicina estrecha, profundidad de la cav. calicina poco profunda, en algunos frutos es casi superficial, bordes ondulados y arrugado en el fondo, y con importancia del "russeting" en cavidad calicina débil; ojo mediano y cerrado; sépalos largos, compactos en su base, puntas agudas y vueltas hacia fuera, con tomento grisáceo.
Carne de color blanco-crema-verdoso; textura harinosa; sabor característico y bueno, leve acidulado, algo aromático y muy dulce; corazón mediano, bulbiforme y bien delimitado por las fibras que lo enmarcan; eje abierto o entreabierto; celdas alargadas, redondeadas y puntiagudas en su inserción; semillas poco abundantes, de un tono castaño.
La manzana 'Tardía de Ventosillas' tiene una época de maduración y recolección tardía, en otoño, se recoge desde inicios de octubre hasta finales de octubre, madura en el invierno, y de larga duración, aguantan hasta el verano siguiente. Se usa como manzana de mesa fresca.